# 야스베레니

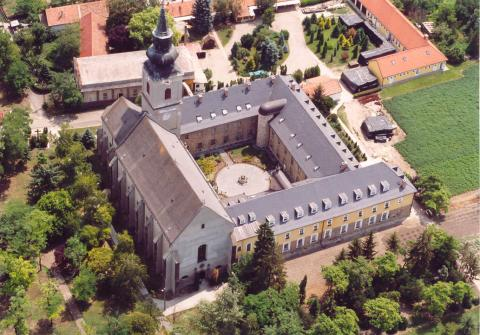
야스베레니 교회

야스베레니(헝가리어: Jászberény)는 헝가리 중부 야스너지쿤솔노크 주에 위치한 도시로 면적은 221.35km2, 인구는 26,622명(2014년 기준), 인구 밀도는 127.8명/km2이다.

## 자매 도시
- 이탈리아 Conselve
- 루마니아 Lunca de Sus
- 미국 Sedalia
- 폴란드 Sucha Beskidzka
- 우크라이나 탸치우
- 독일 Vechta
- 이란 야즈드